# 神戸市立舞子中学校
神戸市立舞子中学校（こうべしりつ まいこちゅうがっこう）は、兵庫県神戸市垂水区にある公立中学校。同一敷地内に神戸市立西舞子小学校・神戸市第一学校給食センターを含む3施設が隣接しながら設置されている。

## 沿革
公式HP「沿革」による。
- 1967年（昭和42年）4月1日 - 神戸市立歌敷山中学校より分離開校。
- 1967年（昭和42年）9月1日 - 校歌制定発表（作詞:竹中郁、作曲:川澄健一）。
- 1971年（昭和46年）10月10日 - 高松宮宣仁親王来校。
- 1972年（昭和47年）4月1日 - 神戸市立神陵台中学校開校により校区変更。
- 1974年（昭和49年）4月1日 - 神戸市立多聞東中学校開校により校区変更。
- 1985年（昭和60年）4月2日 - 文部省「中学校生徒指導総合推進校」指定。
- 1987年（昭和62年）4月2日 - 「薬物乱用防止対策推進校」指定。
- 1991年（平成3年）4月1日 - 神戸市立星陵台中学校開校により校区変更。
- 1991年（平成3年）10月26日 - 神戸市立青陽西養護学校との交流会開始。

## 部活動

### 運動部
- 野球部
- 陸上競技部
- 卓球部
- バスケットボール部
- ソフトテニス部
- バレーボール部

### 文化部
- 吹奏楽部
- 美術部
- 英語部

## 通学区域
以下の小学校の通学区域。
- 神戸市立舞子小学校（神戸市立星陵台中学校校区を除く）
- 神戸市立西舞子小学校（神戸市立星陵台中学校校区を除く）

## 卒業生
- 安部浩章（お笑いコンビタモンズ） - 吉本興業
- 松原タニシ（お笑い芸人） - 松竹芸能
- 塩川達也（元プロ野球選手）
- 野村勇（プロ野球選手）
- 伊勢渉（プロサッカー選手）

## 交通アクセス
- 西日本旅客鉄道（JR西日本）山陽本線 舞子駅・山陽電気鉄道本線舞子公園駅より神戸市営バスもしくは山陽バス乗車、「舞子坂3丁目」バス停下車、徒歩3分

## 通学区域が隣接している学校
- 神戸市立歌敷山中学校
- 神戸市立星陵台中学校
- 神戸市立神陵台中学校
- 明石市立朝霧中学校
- 明石市立大蔵中学校